# Ibotyporanga bariro
Espèce
Ibotyporanga bariro est une espèce d'araignées aranéomorphes de la famille des Pholcidae.

## Distribution
Cette espèce est endémique de l'État de Falcón au Venezuela,. Elle se rencontre vers Buchivacoa.

## Description
Le mâle holotype mesure 1,7 mm.

## Systématique et taxinomie
Cette espèce a été décrite par Huber en 2020.

## Étymologie
Son nom d'espèce lui a été donné en référence au lieu de sa découverte, Bariro.

## Publication originale
- Huber & Villarreal, 2020 : « On Venezuelan pholcid spiders (Araneae, Pholcidae). » European Journal of Taxonomy, vol. 718, p. 1-317 (texte intégral).